# Alona Harpaz
Alona Harpaz (* 1971 in Israel) ist eine Künstlerin, die in Berlin lebt und arbeitet.

## Leben
Harpaz besuchte von 1985 bis 1989 die Highschool Wizo France – Photography Department in Tel Aviv, von 1991 bis 1993 The Bezalel Academy of Art and Design in Jerusalem, von 1993 bis 1995 das International Center of Photography in New York City und von 1995 bis 1999 BA Hamidrascha, The Art Teacher's Training College in Ramat Hasha.
Alona Harpaz ist Gründungsmitglied des Projekts Infinite Earth, eine Projektgruppe, die Kunstwerke verkaufen und Erlöse an gute Zwecke spenden.

## Werk
Alona Harpaz hat sich über viele Jahre hinweg in ihrem künstlerischen Ausdruck auf die Malerei konzentriert. Ihre Blumenbilder sind vielfach ausgestellt worden. In den vergangenen Jahren entdeckte die Künstlerin auch den Bereich der Videokunst für sich und konnte mit ihrer ersten Arbeit, der Trilogie SALT, viel Beachtung erlangen.
Harpaz hat ihre Arbeiten bisher in zahlreichen Einzel- und Gruppenausstellungen in etablierten Museen und Institutionen wie dem Martin-Gropius-Bau in Berlin, dem Israel Museum of Art in Jerusalem, dem Tel Aviv Museum of Art, The Haifa Museum of Art in Haifa, Ancient & Modern in London und vielen anderen. Ihre Arbeiten wurden auf der 2. Prag Biennale, der Femme de la Bible sowie auf Kunstmessen wie der Art Fair Tokyo 2015 und anderen gezeigt.

## Ausstellungen (Auswahl)

### Einzelausstellungen
- 2020: Galería ATC. Agencia de Tránsitos Culturales, Santa Cruz de Tenerife, Spain
- 2020: Artist in Residency at Yaarot Hacarmel Hotel, HaBonim, Israel
- 2018: I’m not here for your dream, Hezi Cohen Gallery, Tel Aviv, Israel
- 2016: Highway Furniture, Double single show, Circle1 Gallery, Berlin, Germany
- 2014: SALT, Inga Gallery, Tel Aviv, Israel
- 2014: As if Royal, Circle1 Gallery, Berlin, Germany (curator: Dorit Levitte Harten)
- 2009: Juicy Particles, Galerie Caprice Horn, Berlin, Germany
- 2008: Fields, Nicole Klagsbrun Gallery, New York, USA
- 2007: New Paintings, Sommer Contemporary Art, Tel Aviv, Israel
- 2006: Delight, Nicole Klagsbrun Gallery, New York, USA
- 2004: ADIN, Alessandro de March Gallery, Milano, Italy
- 2002: Sommer Contemporary Art, Tel Aviv, Israel
- 2002: Mythos, Ramat Gan Museum, Israel
- 2001: De March & Solbiati, Milan, Italy
- 1999: Sommer Contemporary Art, Tel Aviv, Israel
- 1998: Notar Gallery, Tel Aviv, Israel

### Gruppenausstellungen
- 2019 Curious Oranges, Circle1 Gallery, Berlin, Germany
- 2019 What is Aleppo?, in cooperation with LICRA, viennacontemporary, Vienna, Austria
- 2019 NordArt, Kunstwerk Karlshütte, Büdelsdorf, Germany
- 2019 OMG! It’s sooo cute, Circle1 Gallery, Berlin, Germany
- 2018 the land of promise. video art from israel, about israel, MODEM, Debrecen, Hungary
- 2018 Shop it, Haifa Museum of Art, Haifa, Israel
- 2018 What about Women’s Rights?, Gallery Grand Canyon, Haifa, Israel
- 2018 Body Talk, Circle1 Gallery, Berlin, Germany
- 2017 Art without Borders, Circle1 & Transform! Europe, Berlin, Germany
- 2017 Manifest Destiny, Hezi Cohen Gallery, Tel Aviv, Israel
- 2017 Summer Group Exhibition, Hezi Cohen Gallery, Tel Aviv, Israel
- 2017 Musrara Mix Festival 17, Jerusalem, Israel
- 2017 NordArt, Kunstwerk Karlshütte, Büdelsdorf, Germany
- 2017 Scenes of Displacement, Gallery R+, Art Academy of Szczecin, Szczecin, Poland
- 2017 Art without Borders, Transform! Europe, Vienna, Austria
- 2016 Mother, I have reached the land of my dreams, ID Festival, Radialsystem V, Berlin
- 2016 NordArt, Kunstwerk Karlshütte, Büdelsdorf, Germany
- 2015 RoundAbout, ID Festival, Radialsystem V, Berlin, Germany
- 2015 IL Israeli Longing, Projektraum Lotte, Stuttgart, Germany
- 2014 Set in Motion, Petach Tikva Museum of Art, Petach Tikva, Israel
- 2013 Opening Exhibition, Circle1 Gallery, Berlin, Germany
- 2012 Flying, Künstlerhaus Bethanien, Berlin, Germany
- 2012 Infinite Earth, collaboration with Mika Rottenberg, Petach Tikva Museum of Art, Petach Tikva, Israel (curator: Drorit Gur Arie)
- 2011 Dorothea, Ancient & Modern, London, Great Britain (curator: Mathias Dorenfeld)
- 2009 For your eyes only, de Markten, Brussels, Belgium
- 2006 Real Woman, Bait ba Namal, Tel Aviv, Israel
- 2005 Prague Biennial 2, Prague, Czech Republic
- 2005 Die Neuen Hebräer – 100 Jahre Kunst in Israel, Martin-Gropius-Bau, Berlin, Germany (curator: Dorit Levitte Harten)
- 2004 Portraits de Femmes de la Bible, Paris-Musées, Paris, France
- 2004 Romantica, Sommer Contemporary Art, Tel Aviv, Israel
- 2004 Sommer in Zürich, Sommer Contemporary Art, Zürich, Switzerland
- 2003 Affirmative Action, Tel Aviv Museum, Israel
- 2001 Tirana Biennale 1, Albania
- 2001 Focus on Painting, Haifa Museum of Art, Israel
- 2000 Hamidrasha, Maalot, Israel (curator: Yair Garbuz)
- 2000 Wish List, Israel Museum, Jerusalem, Israel
- 2000 Suns, Tel Aviv Museum, Israel
- 1999 Platforma, Sommer Contemporary Art, Tel Aviv, Israel